# Diplazium angustatum
Diplazium angustatum är en majbräkenväxtart som beskrevs av Johann Amann.
Diplazium angustatum ingår i släktet Diplazium och familjen Athyriaceae. Inga underarter finns listade i Catalogue of Life.